# 98 Degrees (album)
98 Degrees è il primo ed eponimo album in studio del gruppo musicale statunitense 98 Degrees, pubblicato nel 1997.

## Tracce
1. Intro – 0:38
2. Come and Get It – 4:28
3. Invisible Man – 4:41
4. Take My Breath Away – 4:31
5. Hand in Hand (con LaShanda Reese) – 5:18
6. Intermood – 0:31
7. Dreaming – 4:00
8. You Are Everything – 2:50
9. Heaven's Missing An Angel – 4:42
10. I Wasn't Over You – 4:20
11. Completely – 4:05
12. Don't Stop the Love – 4:31
13. I Wanna Love You – 4:00

## Formazione
- Justin Jeffre
- Drew Lachey
- Nick Lachey
- Jeff Timmons